# Соболев, Олег Владимирович
Оле́г Влади́мирович Со́болев (род. 27 октября 1968) — советский и российский футболист, полузащитник.

## Карьера
Карьеру провёл в клубах «Селенга» (1984—1990, 1993, 1998—1999), «Сахалин» (1991), «Звезда-Юнис-Сиб» (1992), «Локомотив» из Читы (1994—1997).
В Первой лиге в 1992—1997 годах сыграл 171 матч, забил 9 мячей; во Второй лиге СССР (1984—1989, 1991) / Втором дивизионе России (1998—1999) сыграл 159 матчей, забил 11 мячей; во Второй низшей лиге в 1990 году в 26 матчах забил 3 гола.